# Башня правосудия
Башня Правосудия была построена в 1561 году по приказу Сулеймана Кануни по проекту Мимара Синана у входа в новый дворец в Эдирне.
Башня Правосудия расположена на острове на реке Тунджа перед её впадением в Марицу. С новым султанским дворцом она соединённая «мостом Фатих» с тремя арками и длиной 34 метра, построенным в 1452 году, а с Эдирне она соединённая «мостом Кануни», построенным в 1560 году, имеющим четыре арки и длиной 60 метров.
Здесь четыре этажа, а на последнем есть мраморный фонтан. Здание использовалось как Диван, а с верхнего этажа раздавалась высшая османская юстиция, без пострадавших, то есть стороны не имеют визуальную связь с судьями.
Форма башни уникальна, так как острая вершина указывает на небо/бога, а её образ воплощен в капироте.
С вершины башня правосудия в 1666 году Шабтай Цви возвестил миру, что «Аллах велик» и он не мессия.